# Capitulação (rendição)

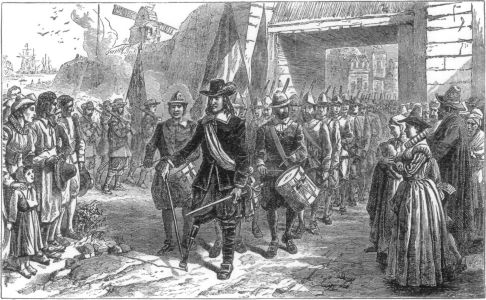
A capitulação de Peter Stuyvesant em Nova Amsterdão (por Charles Hemstreet)

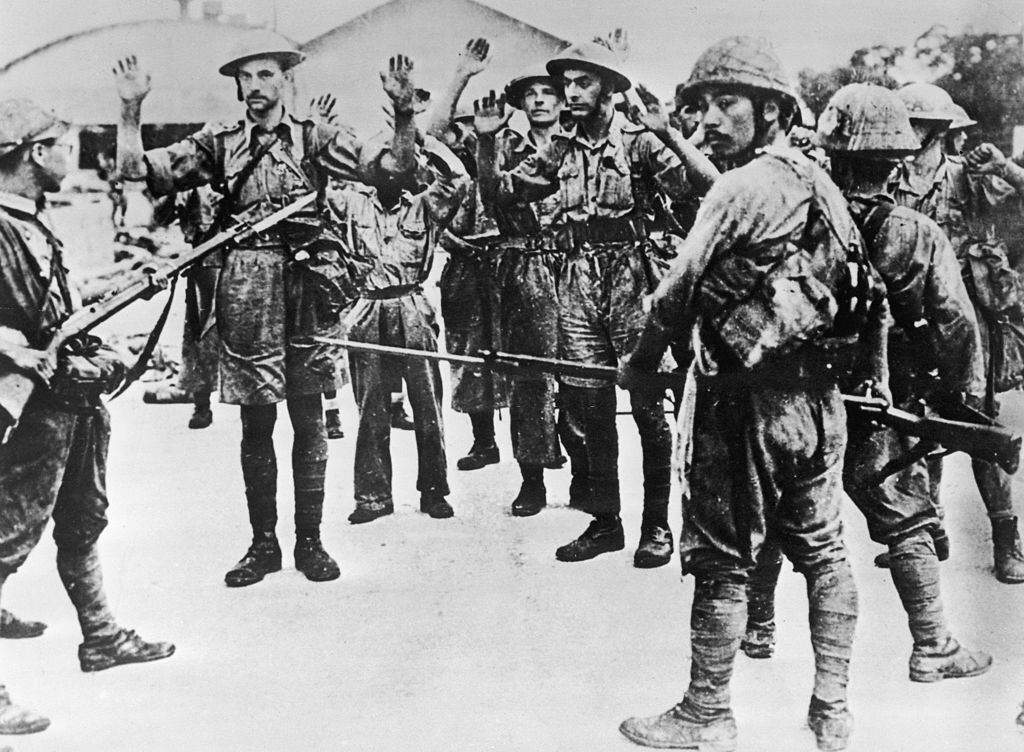
Rendição das tropas britânicas mantidas sob a mira de uma arma pela infantaria japonesa na Batalha de Singapura.

Capitulação (em latim: capitulum) é um acordo em tempo de guerra para a rendição a uma força armada hostil de um determinado corpo de tropas, uma cidade ou um território.
É um incidente comum de guerra e, portanto, não são necessárias instruções prévias do governo dos captores antes de finalmente estabelecer as condições da capitulação. As mais usuais dessas condições são a liberdade religiosa e a segurança da propriedade privada, por um lado, e a promessa de não portar armas dentro de um determinado período, por outro.
Tais acordos podem ser celebrados precipitadamente com um oficial inferior, em cuja autoridade o inimigo não tem, na situação real da guerra, o direito de confiar. Quando um acordo é feito por um oficial que não tem a devida autoridade ou que ultrapassou os limites de sua autoridade, é chamado de "patrocínio" e, para ser vinculante, deve ser confirmado por ratificação expressa ou tácita.
O artigo 35 da Convenção de Haia (1899) sobre as leis e os costumes da guerra exige que as capitulações acordadas entre as partes contratantes sejam de acordo com as regras de honra militar. Uma vez resolvidos, devem ser observados por ambas as partes.

## Capitulações do mercado de ações
Nos mercados financeiros, "capitulação" descreve "desistência" no mercado ou "rendição" à baixa (pessimismo) a um ponto que envolve vendas "em pânico".